# Sabrina Ouazani
Sabrina Ouazani (Saint-Denis, 6 de desembre de 1988) és una actriu i directora de cinema francesa d'ascendència algeriana. És llicenciada en història i practica les arts del circ.

## Trajectòria
Es va donar a conèixer amb la participació en les pel·lícules L'Esquive (2004), per la qual va ser nominada al César a la millor promesa femenina el 2005, i La Graine et le Mulet (2007).
Més tard va interpretar papers secundaris en els drames socials aclamats per la crítica: De déus i homes (2010), La Source des femmes (2011), Inch'Allah (2012), Le Passé (2013) i L'Outsider (2016).
Tanmateix, és en les comèdies que destacà: Tout ce qui brille (2010), De l'autre côté du périph (2012), Mohamed Dubois (2013), Pattaya (2016), Ouvert la nuit (2017), Demi-sœurs (2018), Taxi 5 i Jusqu'ici tout va bien (2019).

## Filmografia

### Cinema

#### Llargmetratges
- 2004: L'Esquive d'Abdellatif Kechiche: Frida
- 2004: Trois Petites Filles de Jean-Loup Hubert: Lilia
- 2005: Fauteuils d'orchestre de Danièle Thompson: Rachida
- 2006: J'attends quelqu'un de Jérôme Bonnell: Farida
- 2007: Paris de Cédric Klapisch: Khadija
- 2007: Nuits d'Arabie de Paul Kieffer: Yamina
- 2007: La Graine et le Mulet d'Abdellatif Kechiche: Olfa
- 2008: Tangerine d'Irene von Alberti: Amira
- 2009: Adieu Gary de Nassim Amaouche: Nedjma
- 2010: De déus i homes de Xavier Beauvois: Rabbia
- 2010: Tout ce qui brille de Géraldine Nakache i Hervé Mimran: Sandra
- 2011: La Source des femmes de Radu Mihaileanu: Rachida
- 2012: Vole comme un papillon de Jérome Maldhé: Naila
- 2012: De l'autre côté du périph de David Charhon: Yasmine
- 2012: Inch'Allah d'Anaïs Barbeau-Lavalette: Rand
- 2013: Mohamed Dubois d'Ernesto Oña: Sabrina
- 2013: Le Passé d'Asghar Farhadi: Naïma
- 2014: De guerre lasse d'Olivier Panchot: Katia
- 2014: L'Oranais de Lyes Salem: Nawel
- 2014: Qu'Allah bénisse la France d'Abd Al Malik: Nawel
- 2015: Antigang de Benjamin Rocher: Nadia
- 2016: Pattaya de Franck Gastambide: Lilia
- 2016: Toril de Laurent Teyssier: Sonia
- 2016: L'Outsider de Christophe Barratier: Sofia
- 2016: Maman a tort de Marc Fitoussi: Nadia
- 2017: Ouvert la nuit d'Édouard Baer: Faeza
- 2017: L'Embarras du choix d'Éric Lavaine: Sonia
- 2018: Taxi 5 de Franck Gastambide: Samia Maklouf
- 2018: Demi-sœurs de Saphia Azzeddine i François-Régis Jeanne: Salma
- 2018: Break de Marc Fouchard: Lucie
- 2018: Frères ennemis de David Oelhoffen: Mounia
- 2019: Jusqu'ici tout va bien de Mohamed Hamidi: Leïla
- 2020: Les reines del camp de Mohamed Hamidi: Sandra
- 2020: Mica d'Ismael Ferroukhi: Sophia
- 2021: Kung Fu Zohra de Mabrouk El Mechri: Zohra

#### Curtmetratges
- 2008: Le Soleil des ternes d'Eric Bu: Zouria
- 2008: Ça se voit direct de Sara Forestier
- 2009: L'Année de l'Algérie de May Bouhada: Myriam
- 2010: Boom Boom de Steve Tran i Sébastien Kong
- 2010: Strike de Saadi Belgaid
- 2010: Dom Juan's Street de Jérôme Maldhé: Leila
- 2011: Haram de Benoît Martin: Leila
- 2011: La Fille de sa mère d'Eric Bu: Nora
- 2011: Bye Bye d'Édouard Deluc: Rosa
- 2012: La Dette d'Ernesto Oña: Yasmine
- 2012: Fat Bottomed Girls Rule the World de Flora Desprats: Leila
- 2012: La Place du Maure de Lisa Diaz: Nuria
- 2015: Under My Skin de Stéphane Caput i Loïc Pottier: Elisa Corone
- 2017: Celui qui brûle de Slimane Bounia: Ounissa

### Televisió
- 2007: Reporters, temporada 1, capítol 3 de Suzanne Fenn i Ivan Strasburg (sèrie): Assia
- 2007: Ravages de Christophe Lamotte (téléfilm): Radhija
- 2007: Une histoire à ma fille de Chantal Picault (telefilm): Fadela
- 2008: Garçon manqué de David Delrieux (telefilm): Nadia
- 2008: En attendant demain d'Ernesto Ona: Zina
- 2009: Commissaire Magellan, capítol Roman noir de Laurent Lévy (sèrie): Nadia
- 2010: Histoires de vies, capítol Tenir tête de Julia Cordonnier (sèrie): Samra
- 2010: Marion Mazzano, capítols L'Enfant de la prison i La Blessure du passé de Marc Angelo (sèrie): Aïcha Nahit
- 2010: Les Vivants et les Morts de Gérard Mordillat (sèrie): Saïda
- 2010: Frères de Virginie Sauveur (telefilm): Farida
- 2011: Le Chant des sirènes de Laurent Herbiet (telefilm): Samia
- 2012: Passage du désir de Jérôme Foulon (minisèrie): Khadija Younis
- 2012: Rupture mode d'emploi: la série (sèrie): Samia
- 2013: Manipulations de Laurent Herbiet (telefilm): Philippine Maklouf
- 2014: Enfin te voilà !, capítol 22 de Nicolas Martinez (sèrie)
- 2014-2015: Frères d'armes de Rachid Bouchareb i Pascal Blanchard (sèrie)
- 2018: Illettré de Jean-Pierre Améris (telefilm): Nora Daoud
- 2018-2020: Plan cœur de Noémie Saglio (sèrie): Charlotte
- 2019: Prière d'enquêter de Laurence Katrian (sèrie): Elli Taleb
- 2020: Validé de Franck Gastambide (sèrie): Inès

### Doblatge
- 2017: Sàhara de Pierre Coré: Alexandra
- 2019: El rei lleó de Jon Favreau: Shenzi

### Com a directora

#### Curtmetratge
- 2018: On van manquer![5]

## Teatre
- 2009 : Ruptures de Caroline Nietsweski, Théâtre Montmartre Galabru.[6]
- 2013 : Love on site or to take away de Noom Diawara i Amelle Chahbi, dirigida per Fabrice Éboué, Théâtre du Gymnase.[7]
- 2019 : Les Justes d'Albert Camus, dirigida per Abd Al Malik, Théâtre du Châtelet.